# Иногоща
Иногоща — деревня в Окуловском муниципальном районе Новгородской области, относится к Угловскому городскому поселению.

## География
Деревня Иногоща расположена на севере восточного берега Иногощенского озера, в 8 км к юго-востоку от деревни Озерки, в 15 км к юго-востоку от города Окуловка.
На противоположном берегу озера находится деревня Горушка.
Иногоща расположена на Валдайской возвышенности, окружающий рельеф территории — холмисто-моренный. Почвы: дерново-слабоподзолистые и слабоподзолистые.

## История
В 1773—1927 деревня Иногоща находилась в Боровичском уезде Новгородской губернии. С начала XIX века относилась к Шегринской волости Боровичского уезда.
Отмечена на карте 1826—1840.
В 1911 в деревне Иногоща было 25 дворов с 37 домами и населением 152 человека. Имелась часовня.
В 1970 был организован совхоз «Транспортник», ставший основным местом работы жителей деревни Иногоща.
Деревня Иногоща входила в состав Озерковского сельского поселения.
В 2010 деревня Иногоща вошла в состав Угловского городского поселения.

## Население
| 2002 | 2006 | 2010 | 2011 |
| ---- | ---- | ---- | ---- |
| 33   | ↘27  | ↘23  | ↗27  |

## Транспорт
Ближайшая ж/д станция «Угловка» — в 8,6 км от деревни Иногоща.